# Cladonia metaminiata
Cladonia metaminiata S. Stenroos & Ahti (1995), è una specie di lichene appartenente al genere Cladonia,  dell'ordine Lecanorales.
Il nome proprio deriva dal prefisso greco μετά-, cioè metà-, che significa a seguire, in seguito, dopo, e dalla C. miniata, ad indicarne una forma superficialmente simile ma più elaborata.

## Caratteristiche fisiche
Il fotobionte è principalmente un'alga verde delle Trentepohlia.
All'esame cromatografico sono state rilevate tracce di acido didimico.

## Località di ritrovamento
La specie è stata rinvenuta nelle seguenti località:
- Brasile (Parque Natural do Caraça, nello stato di Minas Gerais)

## Tassonomia
Questa specie appartiene alla sezione Cocciferae; secondo alcuni autori dovrebbe formare un gruppetto a sé stante nella sezione Perviae insieme a C. piedadensis per la forma dei conidiomi e dei dischi imeniali di colore bruno scuro tipico delle Perviae; a tutto il 2008 non sono state identificate forme, sottospecie e varietà.